# 八重畑由希音
八重畑 由希音（やえはた ゆきね、8月6日 - ）は、日本の女性声優。JTBエンタテインメント所属。岩手県出身。

## 人物
東京アニメーター学院声優タレント科出身。大学生時代の『カレイドスター』を見たことと、震災をきっかけに声優を目指した。秋葉原ワシントンホテルの2013年12月のモーニングコール担当を担当。
方言は岩手弁。趣味はビリヤード、プロレス観戦、フットサル。特技は料理（管理栄養士）、早寝早起き。

## 出演
太字はメインキャラクター。

### テレビアニメ
2013年
- アウトブレイクカンパニー
- うたの☆プリンスさまっ♪ マジLOVE2000%
- きんいろモザイク

2014年
- 一週間フレンズ
- 魔法戦争
- 未確認で進行形（女子生徒）

2015年
- おじゃる丸（2015年 - 2018年、チョー子、ムシ子、ニセおじゃる丸、亡き者、娘役オナゴ電ボ 他）
- 神様はじめました◎（女子生徒、伊砂姫、イザナミの侍女A、文丸、モエ / 羊）
- GON -ゴン-（イッチー、ペニー、トウポ、ガト）
- 実は私は（母親）
- 城下町のダンデライオン（女性）
- DD北斗の拳2（テレビアナ、おばさん、生徒、まげ子母）
- ゆるゆり さん☆ハイ!（女子生徒）
- 乱歩奇譚 Game of Laplace（女子生徒）

2016年
- 終末のイゼッタ（乗客、ナース、クリスタ、子供、女性）
- とんかつDJアゲ太郎（旅館の女性客）
- ネトゲの嫁は女の子じゃないと思った?（女子B）
- ろんぐらいだぁす!（女子学生、亜美の母）

2019年
- 明治東亰恋伽（クラスメイト1、若い女、芸者衆、猫〈ハラミ〉）
- フライングベイビーズ（キイ）
- 本好きの下剋上 司書になるためには手段を選んでいられません（2019年 - 2020年、兵士見習い、ジーク、ユッテ、灰色神官見習い、孤児 他） - 2シリーズ
- 私、能力は平均値でって言ったよね!（受付嬢）

2021年
- 怪物事変（OL、怪物、野次馬、雪女子）
- 海賊王女（コーディ）

2025年
- 白豚貴族ですが前世の記憶が生えたのでひよこな弟育てます（メイド1）

### OVA
- たまゆら〜卒業写真〜 第1部（2015年）
- 神様はじめました（2015年、風太）

### Webアニメ
- B：The Beginning（2018年、エリカ・風間・フリック）

### ドラマCD
- 魔術士オーフェン しゃべる無謀編7（2013年）

### ラジオドラマ
- クリスマスのコンビニ（2015年、雨宮舞）

### 吹き替え
- ウイルスハザード（2015年、コンピューター）

### 舞台
- 東京ハイビーム vol.11『My Sweet Baby』（2017年5月、作、演出：吉村ゆう） - 岬 役